# Rue Mouraud
La rue Mouraud est une voie du 20e arrondissement de Paris, en France.

## Situation et accès
La rue Mouraud est une voie publique située dans le 20e arrondissement de Paris. Elle débute au 19, rue de la Croix-Saint-Simon et se termine au 80-88, rue Saint-Blaise.

## Origine du nom

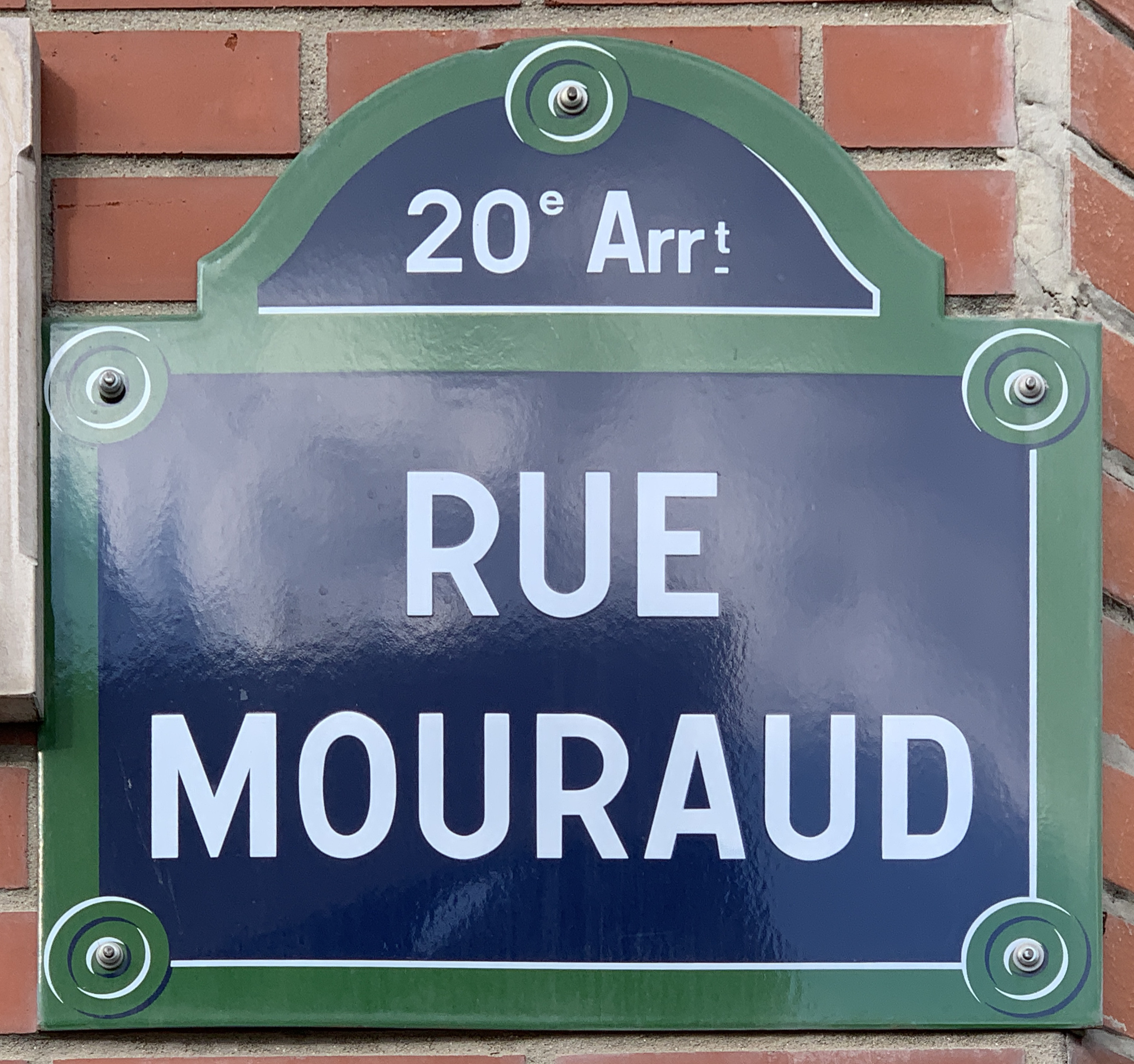
La rue en mai 2021.

La rue tire son nom de celui d'un ancien propriétaire local.

## Historique
Cette voie, classée dans la voirie de l'ancienne commune de Charonne par un arrêté du 3 juillet 1830,  fut dénommée « sentier du Clos-Reglise » ou « sentier du Clos-Reglisse », entre les rues des Rasselins et Saint-Blaise, et « sentier Mouraud », entre les rues de la Croix-Saint-Simon et des Rasselins.
Classée dans la voirie parisienne en vertu du décret du 23 mai 1863, elle prend sa dénomination actuelle par un arrêté du 1er février 1877.